# Dicranomyia sordida
Dicranomyia sordida là một loài ruồi trong họ Limoniidae. Chúng phân bố ở vùng sinh thái Cổ Bắc giới, miền Ấn Độ - Mã Lai và Ấn-Úc.

## Phân loài
Loài này gồm các phân loài:
- Dicranomyia sordida brevicula
- Dicranomyia sordida sordida